# 5441 Andymurray
5441 Andymurray eller 1991 JZ1 är en asteroid i huvudbältet som upptäcktes den 8 maj 1991 av den australiensiske astronomen Robert H. McNaught vid Siding Spring-observatoriet. Den är uppkallad efter den brittiske tennisspelaren Andy Murray.
Asteroiden har en diameter på ungefär 15 kilometer och den tillhör asteroidgruppen Eos.